# 227 Філософія
227 Філософія (227 Philosophia) — астероїд головного поясу, відкритий 12 серпня 1882 року Полом Генрі у Парижі.
Тіссеранів параметр щодо Юпітера — 3,157.